# アネジイブ
アネジイブ（Anedjib）は、エジプト第1王朝の6代目のファラオ。約26年間にわたり、メンフィスを統治した。
アビュドスで発見されているアネジイブ王に関する遺物の多くについて、アネジイブの名が次代の王セメルケトの名に刻みなおされていることが確認されている。このことより、この2代の王の間で何らかの確執があったと推察されている。